# Copacabana
 Ovo je glavno značenje pojma Copacabana. Za plažu u Dubrovniku pogledajte Copacabana (Dubrovnik).
Copacabana je distrikt u južnom dijelu Rio de Janeira poznat po svojoj plaži dugačkoj 4 kilometra. Prvobitni naziv distrikta je bio acopenapã, ali je nakon izgradnje replike kapele Djevice od Copacabane iz Bolivije, promijenjen u Copacabana. Copacabana je dio Rija od 6. lipnja 1892. Copacabana se nalazi na samoj obali i počinje od Avenije Princeze Izabele, a završava kod spasilačke kule broj 6 (Posto Seis), odnosno kod tvrđave Copacabana. U nastavku su ostale poznate plaže Rija Ipanema i Leblon. Sama plaža u Copacabani se proteže od Posto Dois (spasilačka kula broj 2) do Posto Seis (spasilačka kula 6) Najveći koncert na svijetu, onaj koji je 1994. godine održao Rod Stewart, je održan na plaži Copacabana, a pratilo ga je preko 3 milijuna ljudi. Rolling Stonesi i Rush su također napravili višemilijunske koncerte na ovoj plaži.
Tvrđava Copacabana nalazi se u ovom distriktu. 

## Vanjske poveznice
- Povijest Copacabane
- Turistički vodič  Arhivirana inačica izvorne stranice od 20. prosinca 2006. (Wayback Machine)
- Stare razglednice iz Brazila